# My Little Pony
My Little Pony (in passato Mio Mini Pony in Italia) è una linea di pony colorati giocattolo caratterizzati da coda e criniera molto lunghe e pettinabili, indirizzati ad un target di bambine e prodotti dalla Hasbro. I Mio Mini Pony vennero lanciati sul mercato nel 1983 e divennero immensamente popolari negli anni '80, al punto che per un certo periodo superarono le vendite della Barbie. La linea di giocattoli originale ispirò anche una serie televisiva animata ed una serie di lungometraggi.

## Generazioni

### Prima generazione (1982-1992)
Lanciati nel 1983, all'inizio i pony non erano uguali in tutti i paesi. Questo è dovuto al fatto che, nei primi anni, quelli che la Hasbro produceva in Cina erano importati solo negli Stati Uniti e in qualche altra nazione. Altre invece, compresa l'Italia, producevano da sé quelli da distribuire sul proprio territorio, sotto licenza del marchio (alcuni pony made in Italy, in realtà, sono stati venduti anche in Germania). Molti di essi, quindi, presentando inevitabilmente delle differenze rispetto alla versione "ufficiale" americana, sono diventati col tempo dei pezzi rari e fuori dal comune che sono tuttora cercati dai collezionisti. In Italia furono inizialmente prodotti e diffusi dalla Furga con il nome di Mio Piccolo Pony. Dal 1983 vennero distribuiti dalla DAG (Distribuzione Associata Giocattoli) di Curno (Bergamo) che, in collaborazione con la stessa Hasbro, affidò all'agenzia Co. Mark. P di G. Sapienza il marketing e la pubblicità della linea e si creò il nome "Mio mini pony". Fu in questo periodo che la maggior parte del materiale era realizzato in Italia: non solo i pony, ma anche le confezioni, le pubblicità e il magazine. Verso la fine degli anni '80 la DAG venne assorbita da una più grande azienda, la GIG (azienda del gruppo Giochi Preziosi) la quale, da allora, si limitò a importare in Italia gli stessi pony fabbricati in Cina o Hong Kong che circolavano negli altri paesi. Cessavano quindi di essere prodotti i Mini Pony made in Italy, e da questo momento furono presentati anche in Italia con il nome originale "My Little Pony". I primi ad essere introdotti in commercio erano sei diversi cavallini. Caratteristiche tipiche di questi pony era il corpo molto arrotondato, il viso vagamente antropomorfo e gli occhi grandi, colori pastello distintivi per corpo, crine e coda ed un simbolo unico e personalizzato stampato sui fianchi del pony, che nelle generazioni successive verrà chiamato cutie mark, una figura che determina il talento dei pony. Ad ogni pony veniva allegato un pettine. A questo primo set seguirono ben presto altri che comprendevano pegasi, unicorni, cavallucci marini e baby pony, cioè puledrini e neonati che permettevano di formare delle famiglie e corredati da accessori tipici dell'infanzia. Col passare del tempo ne vennero lanciati altri sempre più particolari e interattivi come, ad esempio, pony profumati o vellutati o luminosi al buio, oppure dotati di occhi e simboli in rilievo, parti removibili, ali di farfalla, capelli che cambiano colore al sole o nell'acqua, meccanismi interni che permettono di farli muovere o di allungare la coda, altri parlanti ed uno addirittura con un ciuffo di fibre ottiche, facendo di questa generazione la più variata e innovativa fino ad oggi. Tuttavia, non tutti questi prodotti sono arrivati anche in Italia.  La prima generazione durò per dieci anni dal 1983 al 1993, contando alla fine centinaia di pony, oltre che vari ambienti di gioco come stalle, casette, ecc. Allo scopo di pubblicizzare la linea, vennero realizzate anche due serie televisive animate che in Italia sono entrambe intitolate Vola mio mini pony.

### Seconda generazione (1997-2002)
Introdotta nel 1997 e conosciuta anche come "Friendship Garden Ponies" (in Europa nota ancora come "Ponyland"), si fece largo la seconda generazione di My Little Pony. Il design dei pony venne notevolmente cambiato, presentando una decisa rottura con lo stile precedente: dimensioni più minute, gambe più lunghe e corpi più snelli, oltre che occhi brillanti e teste "piegabili". Questa linea di giocattoli non ebbe grandi consensi negli Stati Uniti, e la produzione venne bloccata nel 1999. In Europa le cose andarono differentemente, dove la seconda generazione di My Little Pony ebbe maggior successo che altrove e durò fino al 2002, ma i risultati di vendita furono piuttosto altalenanti, nonostante l'introduzione di una serie di merchandise, anche esclusivo come riviste, vestiti, profumi e anche un videogioco.

### Terza generazione (2003-2008)
A partire dal 2003, vengono lanciati sul mercato i "My Little Pony" di terza generazione. I pony di terza generazione sono di Ponyville (l'ambientazione della prima era conosciuta come Dream Valley/Ponyland e quella della seconda come Friendship Garden) e assomigliano molto nell'aspetto ai pony della prima generazione, fatta eccezione per un corpo brillante o "perlato" ed una calamita in uno zoccolo, che serve per attivare i vari "playset" distribuiti insieme ai pony. Tuttavia tali magneti presentano il problema di poter rovinare le apparecchiature elettroniche, pertanto gli ultimi pony messi in commercio ne sono stati privati. La terza generazione è stata lanciata contemporaneamente in Europa e Stati Uniti, dove è stata legata ad una raccolta punti per ottenere altri pony esclusivi, una volta collezionati tutti i punti trovati nelle confezioni di quelli normalmente in commercio. Pur non avendo introdotto grandi innovazioni, la terza generazione è stata straordinariamente prolifica e dal secondo anno in poi veniva presentato un "tema" annuale che portava nuovi pony con speciali caratteristiche: il tema del 2004 era Il Ballo dell'Amicizia (The Friendship Ball); nel 2005 era L'isola delle Farfalle (The Butterfly Island); nel 2006 e parte del 2007 era Le Principesse di Cristallo (Crystal Princess). Nel 2008, dopo aver festeggiato con prodotti speciali i 25 anni dei My Little Pony, la Hasbro ha deciso di ridurre drasticamente il numero dei personaggi e rimangono solo sette pony: Pinkie Pie, Scootaloo, Toola-Roola, Rainbow Dash, Sweetie Belle, Cheerilee e Star Song. L'operazione viene chiamata Core 7. Nel corso della terza generazione vennero prodotti anche dei lungometraggi animati destinati esclusivamente al mercato dello home video.

### Generazione 3.5 (2009-2010)
I pony di generazione 3.5 sono gli stessi sette personaggi distribuiti nell'ultimo anno della terza e vivono sempre a Ponyville, ma nella generazione 3.5 hanno un design profondamente diverso, volutamente deformato per conferire loro uno stile più "chibi", innocente e infantile. Particolare attenzione viene data alla loro linea Newborn Cuties cioè quella degli stessi pony in versione neonati. Anche per loro sono stati realizzati dei lungometraggi animati distribuiti in DVD.

### Quarta generazione (2010-2019)
Introdotti dalla serie animata My Little Pony - L'amicizia è magica, i nuovi pony si distinguono molto dai vecchi per il loro aspetto più stilizzato e “cartoonesco”: un corpo più sottile e occhi più grandi. I pony di questa generazione vivono nel regno di Equestria. In Equestria ci sono varie regioni e città, tra cui Ponyville, già introdotta nella terza generazione, in cui si svolge la maggior parte delle storie della serie animata. I personaggi di questa nuova linea sono ispirati a vari pony della prima generazione, anche se hanno cambiato nomi o caratteristiche per via del fatto che Hasbro non possedeva più i diritti di copyright per replicarli così com'erano. I loro nomi, ad esempio, sono stati ripresi da altrettanti pony di terza generazione, e in alcuni casi anche i loro colori e/o simboli.
Le loro versioni originarie degli anni '80 sono (tra parentesi il nome italiano): Twilight (Pan), Firefly (Berenice), Surprise (Melissa), Sparkler (Ippolito), Posey (Penelope) e Applejack (Melania); a partire da loro sono stati quindi concepiti Twilight Sparkle (ispirata all'unicorno Twilight con il colore del manto di un pony di terza generazione, Twilight Twinkle), Rainbow Dash (molto simile alla Rainbow Dash della terza generazione ma divenuta qui un pegaso come Firefly da cui ha ereditato anche il carattere), Pinkie Pie (ispirata a Surprise, ma quasi identica al pony di terza generazione Pinkie Pie), Rarity (che ha preso il nome di Rarity, primo unicorno della terza generazione e il simbolo di Sparkler, unicorno della prima, i cui colori sono stati modificati per il nuovo personaggio), Fluttershy (anche lei con lo stesso nome di un pony della terza generazione e l'aspetto di un pony della prima, Posey, con l'aggiunta delle ali). L'unico pony di prima generazione rimasto invariato anche nel nuovo show è Applejack (alle sue origini, in Italia, ce n'era anche una versione maschile col nome di Melozzo). Mutuato dalla sua versione G1 è anche il personaggio del draghetto Spike. Anche le due piccole pony Sweetie Belle e Scootaloo sono ispirate a due pony (adulte) della terza generazione dallo stesso nome, anche se, essendo state cambiate in puledre, non hanno ancora il cutie mark e Scootaloo è divenuta un piccolo pegaso. In base ai contenuti della serie animata, che è stata molto apprezzata da pubblico e critica, la nuova generazione ha riscosso un inaspettato successo da un pubblico maschile adolescente/adulto e ha creato il fenomeno dei bronies (termine nato dall'unione delle parole inglesi brother e pony).

### Generazione 4.5 (2020-2021)
La serie My Little Pony - Pony Life, che costituisce questa generazione, ha come protagoniste le stesse della quarta (Twilight Sparkle, Fluttershy, Applejack, Rarity, Rainbow Dash, Pinkie Pie) ma con un design diverso, in quanto la serie è indirizzata verso i più piccoli.

### Quinta generazione (2021-presente)
Come è successo per la quarta generazione, anche la quinta viene introdotta direttamente da uno show animato che fa da traino per il relativo merchandise. In questo caso però, a presentare la nuova generazione è un film d'animazione in CGI dal titolo My Little Pony: una nuova generazione che ha debuttato su Netflix il 24 settembre 2021. Anche stavolta il look dei pony è cambiato, con occhi leggermente più piccoli e realistici, zoccoli definiti, e chiome sempre più somiglianti a capigliature umane piuttosto che a criniere equine. Vengono creati per l'occasione personaggi completamente nuovi, fra cui spiccano i cinque protagonisti: Sunny Starscout e Hitch Trailblazer (pony terrestri), Izzy Moonbow (unicorno), Ruby Petals e Zipp Storm (pegasi). L'ambientazione delle loro storie è comunque lo stesso mondo della quarta generazione, pur essendone la versione futura. In questo caso viene introdotto per la prima volta nella storia del franchise un collegamento fra due generazioni, almeno sul piano narrativo.

## Pubblicazioni
Nel 1985 escono le pubblicazioni "Collection Pony", sempre edite da Co.Mark.P., completamente revisionato nell'edizione italiana, rispetto all'originale statunitense. Pochi mesi dopo esce la pubblicazione periodica mensile "Il giornale della felicità del Mio Mini Pony",al prezzo di L.1500. Ebbe subito un ampio successo, con tiratura di oltre 100 000 copie.
Ancora nel 1985 esce il "Diario della felicità del Mio Mini Pony" a 12 mesi. La novità fu il cartone animato al suo interno: il bambino facendo scorrere velocemente le pagine, vedeva un piccolo "filmato" riprodursi. Ebbe anch'esso un notevole successo, nonostante il prezzo al pubblico superiore alla media.

## Serie animate e film derivati

### Prima generazione
Speciali televisivi
- Mio mini pony - Salvataggio dal castello di mezzanotte (1984)
- Mio mini pony - Fuga da Catrina (1985)

Serie animate
- Vola mio mini pony (1984)
- Le avventure di My Little Pony Tales (1992)

Film
- Mio mini pony - Il film (1986)

### Terza generazione
Primi anni della Generazione 3
- My Little Pony - Un incantevole compleanno (2003)
- My Little Pony - Danzando fra le nuvole (2004)
- My Little Pony - Ogni giorno un nuovo amico (2005)
- My Little Pony - Mentina magico Natale (2005)
- My Little Pony - La passeggiata della principessa (2006)
- My Little Pony - L'arcobaleno scomparso (2006)
- My Little Pony - A Very Pony Place (2007)

Core 7
- My Little Pony: Meet the Ponies

Generazione 3.5
- My Little Pony - Il festival dei desideri d'inverno (2009)

### Quarta generazione
Speciale televisivo
- My Little Pony - Rainbow Roadtrip (2019)

Serie animata
- My Little Pony - L'amicizia è magica (My Little Pony: Friendship Is Magic, 2010)
- My Little Pony-Pony Life (2020 G4.5)

Film
- My Little Pony - Equestria Girls (2013)
- My Little Pony - Equestria Girls - Rainbow Rocks (2014)
- My Little Pony - Equestria Girls - Friendship Games (2015)
- My Little Pony - Equestria Girls - Legend of Everfree (2016)
- My Little Pony - Il film (2017)[1]

### Quinta generazione
Serie animate
- My Little Pony - Racconta la tua storia (My Little Pony: Tell Your Tale, 2022)
- My Little Pony - Ritrova la tua magia (My Little Pony: Make Your Mark, 2022)

Film
- My Little Pony - Una nuova generazione (2021)

## Edizioni musicali
Negli anni '80 escono in contemporanea la musicassetta e il 45 giri con 4 brani originali composti da Lamioni-Sapienza; la versione musicassetta comprendeva anche il recitativo e un Musical completo. Notevole successo con oltre 150 000 copie al prezzo di 14.900 Lire.

## Derivati
Dalla collaborazione tra Hasbro e Gameloft è nato il videogioco per tablet e smartphone sotto il nome commerciale My Little Pony, disponibile gratuitamente per il gioco ed il download, con il meccanismo di acquisti in-app per la velocizzazione della progressione del gioco. 
I disegni e i personaggi impiegati corrispondono alla quarta generazione di My Little Pony, e la trama prende spunto dalla serie animata.